# ディアマンテ・アスル
ディアマンテ・アスル（Diamante Azul、1983年12月20日 - ）は、メキシコのプロレスラー。メキシコシティ出身。以前まで名乗ったリングネームはメトロ（Metro）、エル・ロマーノ（El Romano）。

## 来歴
2007年、エル・ロマーノのリングネームでCMLLにてデビュー。2009年1月7日よりメトロとして活動。2010年1月6日、空位となったメキシコナショナルトリオ王座を賭けた試合でストゥーカ・ジュニア、マスカラ・ドラダと組んでポーダー・メキシカ（サングレ・アステカ、ドラゴン・ロホ・ジュニア、ミステリオッソ・ジュニア組）と対戦。これに勝利を収め自身初となるタイトルを奪取した。8月には無差別級トーナメントカンペオン・ウニベルサルにエントリーするも1回戦でエクトール・ガルサに敗北を喫する。
2011年1月9日、ルーシュ、アンヘル・デ・オロ、ディアマンテ組に敗れ、メキシコナショナルトリオ王座から陥落した。
2012年2月16日、ブルー・デモンを彷彿とさせるコスチュームを一新させるとリングネームもディアマンテ・アスルに改名。8月3日にアトランティスとのタッグでロス・ゲレロス・デ・ラ・アトランティカ（ドラゴン・ロホ・ジュニア、ウルティモ・ゲレーロ組）の保持するCMLL世界タッグチーム王座に挑戦し、同王座に戴冠。10月12日、レジェンダ・デ・アスルに出場。最後まで残ったゲレーロとの一騎討ちを制して優勝を果たした。その後はタマ・トンガと抗争を繰り広げ、11月13日にトンガ、エル・テリブレ組を相手にタッグ王座の防衛戦に臨むも敗戦。
同月より新日本プロレスで開催されるWORLD TAG LEAGUEでルーシュとタッグを結成し「CMLL ASESINO」として出場する。

## 得意技
エル・エスクード
ジャーマン・スープレックス・ホールド

## タイトル歴
CMLL
- CMLL世界タッグチーム王座 : 1回（第32代）
  - パートナーはアトランティス。
- メキシコナショナルトリオ王座 : 1回（第29代）
  - パートナーはストゥーカ・ジュニア、マスカラ・ドラダ。
- レジェンダ・デ・アスル 優勝 : 1回（2012年）
- 連邦区ヘビー級王座
- NWA世界ヒストリックライトヘビー級王座